# Сулейман (мифология)
Сулейма́н — герой лезгинских легенд, который знал язык животных.
Сулейман приучал животных при помощи соли,  а затем начинал общаться с ними. Он жил на горе Шалбуздаг, согласно легенде сейчас на месте его дома находится святилище Пир Сулеймана, которое было адаптировано для ночлега паломников, которые поднимаются на  Шалбуздаг. В святилище есть все условия для отдыха и ночлега, оно работает за счет благотворительных средств.